# Івонн де Карло
Івонн де Карло (при народженні Маргарет Івонн Міддлтон; 1 вересня 1922 — 8 січня 2007) — американська акторка, співачка і танцюристка родом з Канади. Найбільшої популярності досягла у 1950-ті роллю у фільмі «Десять заповідей», а в 1960-х роках була знана як Лілі Монстер в популярному телесеріалі «Сімейка монстрів» (1964—1966). Удостоєна двох зірок на Голлівудській алеї слави — за внесок у кіно і телебачення.

## Життєпис
Маргарет Івонн Міддлтон народилася 1 вересня 1922 року у Вест-Пойнт Грей (тепер частина Ванкуверу) в сім'ї Вільяма Міддлтона, торговця австралійського походження, і Марі де Карло (28 серпня 1903 — 19 грудня 1993), акторки французького походження. Її мати втекла з дому в 16, щоб стати балериною; після кількох років роботи продавчинею вона в 1924 році одружилася. Де Карло було три роки, коли її батько покинув сім'ю. Потім вона жила з бабусею і дідусем, Майклом де Карло і Маргарет Первіс. До того часу вона вступила до початкової школи, де знайшла свій сильний спів, який і приніс їй увагу, якої вона так жадала. Марі разом з дочкою переїхала до Голлівуду, де записала її до школи танців. Після цього вони ще кілька разів подорожували з однієї країни в іншу, поки не залишилися на батьківщині, в Канаді, де Івонн продовжила навчатися танцям.

### Танцювальна кар'єра
У 17 років Івонн почали запрошувати танцювати в різні музичні шоу і ревю. У той же час вона додала до свого імені дошлюбне прізвище матері, ставши при цьому Івонн де Карло. Успішними стали її виступу в ванкуверському клубі «Паромар», але там вона затрималася недовго і звільнилася після пропозиції танцювати топлес.
У 1940 році, під час чергової поїздки в США, влаштувалася танцюристкою в одне з музичних шоу Нілса Граунлунда. Але незабаром її затримали співробітники імміграційної служби і депортували назад у Канаду. Тільки після того, як ведучий шоу надіслав телеграму до служби імміграції та повідомив, що надасть Івонн де Карло робоче місце і постійну заробітну плату, їй вдалося знову опинитися в США.

### Початок кар'єри в кіно

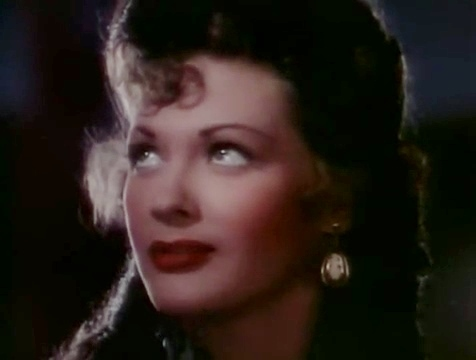
Де Карло у фільмі «Саломея, яку вона танцювала» (1945)

Менш ніж через рік виступів в цьому шоу де Карло його покинула з надією почати кар'єру в кіно. У 1941 році вона дебютувала. Перші три роки роботи в кіноіндустрії вона з'являлася лише в епізодах, але при цьому часто в досить популярних кінокартинах, таких як «Зброя для найму» (1942), «Дорога в Марокко» (1942) і «По кому подзвін» (1943). У роки Другої світової війни Івонн де Карло брала участь у розважальних програмах для американських військовослужбовців, ставши їх улюбленицею і отримуючи від них безліч листів.
У 1940-ті роки практика брати на роботу старлеток була дуже популярною, тому що у випадку якщо якась велика зірка відмовилася б зніматися або її популярність впала, то її легко можна було замінити на схожу з нею юну акторку. Через це пройшла і Івонн де Карло: на студії «Paramount» її тримали через схожість з Дороті Ламур, а на «Universal Studios» вона дублювала Марію Монтез у другосортних фільмах.
Її кар'єра почала розвиватися лише наприкінці 1940-х, коли де Карло отримала перші великі ролі у фільмах «Груба сила» «Хрест-навхрест», з Бертом Ланкастером в головних ролях.

### Успіх

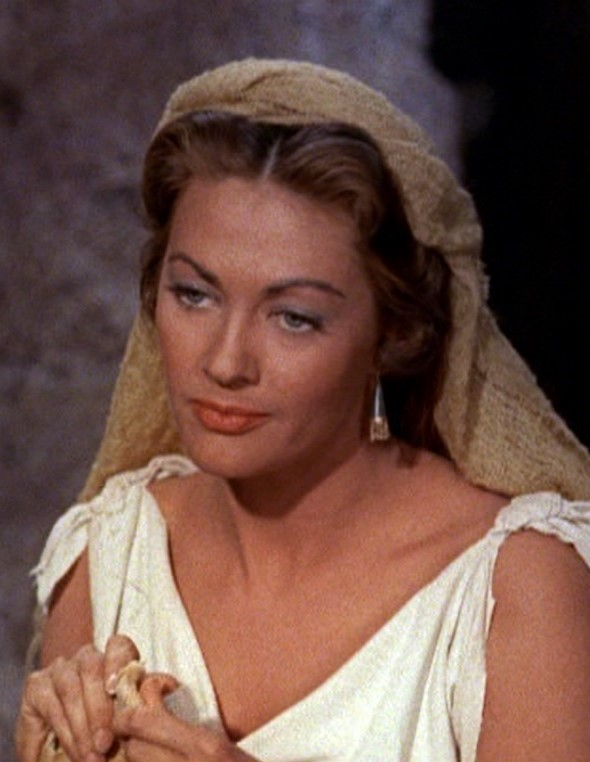
Івонн де Карло у трейлері фільму «Десять заповідей» (1956)

Успіху і популярності де Карло домоглася лише в 1956 році, після того як виконала роль Сепфори, дружини Мойсея, в знаменитому фільмі «Десять заповідей». Далі зіграла не менш успішні ролі в картинах «Банда ангелів» (1957), «Меч і хрест» (1958) Тімбукту (1959).
Попри такий прорив, до початку 1960-х її кар'єра стала поступово загасати, і Івонн де Карло більшою мірою знімалася лише на телебаченні. 1964 року стартував новий телесеріал «Сімейка монстрів», у якому де Карло запропонували одну з головних ролей. Цей спочатку малопомітний ситком незабаром став одним з найпопулярніших на американському телебаченні. Протягом двох років вона втілювала в ньому Лілі Монстер, але з виходом на телеекрани серіалу «Бетмен» популярність «Сімейки монстрів» поступово стала падати. У тому ж році на екрани вийшов фільм «Монстри, йдіть додому», в якому Івонн де Карло також виконала свою роль. Попри це рейтинги серіалу продовжували падати, і незабаром показ був закритий. 
Івонн де Карло з дитинства володіла потужним контральто і 1957 року у співпраці з композитором Джоном Уїльямсом записала музичний альбом «Yvonne De Carlo Sings».
З 1955 по 1968 рік Івонн була одружена з каскадером Робертом Морганом, від якого народила двох дітей. 1962 року під час знімання фільму «Як підкорили Захід», чоловік потрапив під потяг і йому ампутували ногу. Весь цей час де Карло знаходилася поруч з чоловіком, а після того, як компанія «MGM» відмовилася виділяти їм кошти на лікування, подала на них до суду з метою стягнути з компанії 1,4 мільйона доларів.
З кінця 1960-х вона багато грала на театральній сцені, де домоглася значного успіху на Бродвеї. Найуспішнішим у її театральній кар'єрі став мюзикл Стівена Сондхейма «Шаленості», який ставився з 1971 по 1972 рік.

### Пізні роки
У наступні роки де Карло часто з'явилася на екранах в різних фільмах жахів і трилерах, серед яких «Влада» (1968), «Німий крик» (1980), «Американська готика» (1987), «Жах підземелля» (1988) і «Дзеркало» (1990). Востаннє на великому екрані акторка з'явилася в 1991 році, виконавши роль тітки Рози у фільмі «Оскар» з Сильвестром Сталлоне в головній ролі. Після цього вона лише раз з'явилася на телеекранах у фільмі «Босий керівник» в 1995, і в тому ж році її можна було побачити в епізоді фільму «Тут ходять монстри», знятому за мотивами серіалу з її участю.
У 1987 році вона опублікувала автобіографію «Yvonne: An Autobiography».

### Смерть
Де Карло перенесла незначний інсульт в 1998 році. Пізніше вона стала резиденткою Будинку акторів кіно і телебачення у Вудленд-Гіллз, передмістя Лос-Анджелеса, де провела останні роки. Івонн де Карло померла 8 січня 2007 року у віці 84 років. Її останки кремували.

## Нагороди та почесні звання
- У 1957 році здобула премію BoxOffice Blue Ribbon Award за роль у фільмі Десять заповідей (1956).[9]
- У 1960 році удостоєна двох зірок (для кіно і телебачення) на Голлівудській Алеї Слави.
- У 1964 році отримала другу Boxoffice Blue Ribbon Award за «МакЛінток!» (1963).[9]
- У 1987 році виграла нагороду Fantafestival за найкращу жіночу роль у фільмі «Американська готика».
- У 2005 році була однією з 250 жінок-легенд, номінованих на «100 найвизначніших зірок американського кіно за 100 років за версією AFI».[10]
- У 2007 році номінована (посмертно) на нагороду «Хто знав, що вони могли б співати?» для «Сімейки монстрів».